# Siegfried Münch
Siegfried Münch (* 4. Juli 1928 in Chemnitz; † 15. November 2001 in Berlin) war ein deutscher Agrarökonom.

## Leben
Von 1948 bis 1951 studierte er Wirtschaftswissenschaften an der Universität Leipzig. Nach der Promotion am 8. November 1957 zum Dr. agr. an der Landwirtschaftlich-Gärtnerischen Fakultät der Humboldt-Universität zu Berlin bei Kurt Ritter und Joachim Sennewald und der Habilitation am 24. April 1967 zum Dr. agr. habil. an der Landwirtschaftlichen Fakultät der KMU Leipzig bei Otto Liebenberg, Otto Rosenkranz, Gerhard Winkler, Gerhard Müller, Josef Enzmann und Georg Mayer war er von 1969 bis 1971 ordentlicher Professor für Agrarökonomik der Entwicklungsländer an der Universität Leipzig. Von 1971 bis 1973 war er Botschafter der DDR in Äquatorialguinea. Nach seiner krankheitsbedingten Rückkehr war er von 1973 bis 1990 ordentlicher Professor für Ausländische Landwirtschaft an der Sektion Pflanzenproduktion der HUB und Direktor des Institutes für Ausländische Landwirtschaft und Agrargeschichte.

## Schriften (Auswahl)
- Untersuchungen zum Betriebsgrößenproblem in der Landwirtschaft der kapitalistischen Länder. 1957, OCLC 831070386.
- Zur Ernährungsfrage in den Entwicklungsländern. Berlin 1977, OCLC 251827355.